# آدیغیه
جمهوری آدیغیه (به روسی: Респу́блика Адыге́я) یکی از جمهوری‌های روسیه است که در قفقاز شمالی در شرق اروپا واقع شده است. این جمهوری بخشی از ناحیه فدرالی جنوبی روسیه است و مساحتی حدود ۷۶۰۰ کیلومتر مربع دارد. جمعیت آن تقریباً ۴۹۶٬۹۳۴ نفر برآورد شده است. آدیغیه به‌عنوان یک منطقه محصور درون سرزمین کراسنودار قرار دارد و از نظر مساحت، پنجمین واحد فدرال کوچک روسیه محسوب می‌شود. مایکوپ، پایتخت و بزرگ‌ترین شهر آدیغیه است و حدود یک‌سوم جمعیت این جمهوری در آن زندگی می‌کنند.

جمهوری آدیغیه در نقشهٔ روسیه.

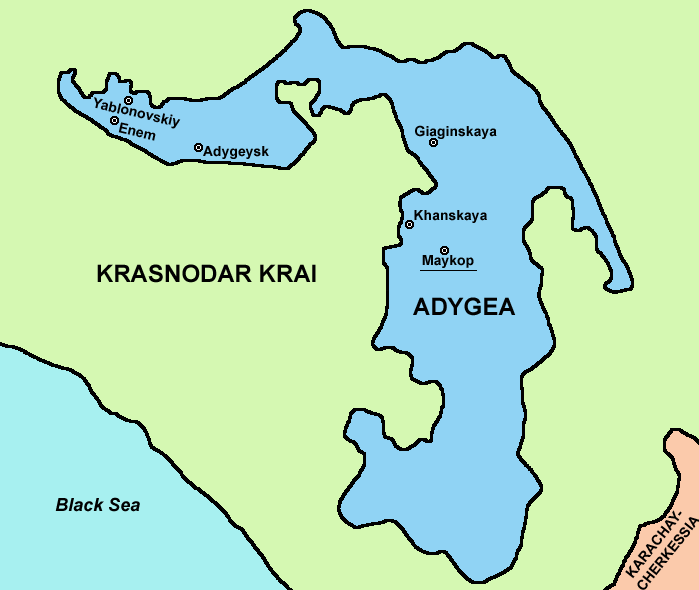

مردم آدیغه از نژاد قفقازی و هم‌تبار با گرجی‌ها هستند. شمار بسیاری از آدیغه‌ها در زمان تصرف منطقه بدست روس‌ها به ترکیه امروزی کوچیدند. مرکز جمهوری آدیغیه شهر مایکوپ است.
آدیغیه یکی از جمهوری‌های قومی روسیه است که عمدتاً نماینده مردم بومی چرکس (آدیغه) محسوب می‌شود. آدیغه‌ها حدود ۲۵٪ از جمعیت این جمهوری را تشکیل می‌دهند، در حالی که روس‌ها با ۶۰٪، اکثریت را دارند. همچنین گروه‌های اقلیتی از ارامنه و اوکراینی‌ها نیز در این منطقه زندگی می‌کنند. زبان‌های رسمی آدیغیه، آدیغی و روسی هستند.
بر پایه سرشماری سال ۲۰۲۱، روس‌ها ۶۴٫۴ درصد از کل جمعیت جمهوری را تشکیل می‌دهند، در حالی که قومیت آدیغه ۲۵٫۷ درصد است. دیگر گروه‌ها شامل ارمنی‌ها (۳٫۳٪)، کردها (۱٫۲٪)، رومان‌ها (۰٫۷٪) و اوکراینی‌ها (۰٫۶٪) هستند.
پایتخت این جمهوری شهر مایکوپ است که می‌توان با مینی‌بوس از کراسنودار به آنجا رسید. قلمرو این منطقه از دو نوع چشم‌انداز تشکیل شده است: شمال آن به دلیل دره‌های عمیق شناخته می‌شود، در حالی که جنوب آن در دامنه‌های کوه‌های قفقاز قرار دارد، که بخشی از میراث جهانی یونسکو در قفقاز غربی محسوب می‌شود. این جمهوری همچنین به دلیل پنیر آدیغی که کمی شور است و در اینجا تولید شده و در سراسر روسیه فروخته می‌شود، شهرت دارد.

## تاریخچه
منطقه خودمختار چرکس (آدیغی) در ۲۷ ژوئیه ۱۹۲۲ در چارچوب جمهوری فدراتیو شوروی سوسیالیستی روسیه (RSFSR) در قلمرو استان کوبان-دریای سیاه، که محل سکونت اصلی آدیغه‌ها بود، تأسیس شد. در آن زمان، کراسنودار مرکز اداری این منطقه بود. این منطقه در ۲۴ اوت ۱۹۲۲ به "منطقه خودمختار آدیغی (چرکس)" تغییر نام داد. در دو سال نخست، این منطقه بخشی از RSFSR بود، اما در ۱۷ اکتبر ۱۹۲۴ به ناحیه تازه تأسیس قفقاز شمالی در چارچوب RSFSR منتقل شد.
در ژوئیه ۱۹۲۸، این منطقه مجدداً به «منطقه خودمختار آدیغی» تغییر نام داد. در ۱۰ ژانویه ۱۹۳۴، این منطقه به ناحیه تازه تأسیس «آزوف-دریای سیاه» ملحق شد که از ناحیه قفقاز شمالی جدا شده بود. در سال ۱۹۳۶، مایکوپ به‌عنوان مرکز اداری این منطقه تعیین شد. در ۱۳ سپتامبر ۱۹۳۷، منطقه خودمختار آدیغی بخشی از سرزمین کراسنودار شد.
در ۳ ژوئیه ۱۹۹۱، این منطقه به مقام جمهوری در چارچوب فدراسیون روسیه ارتقا یافت. نخستین رئیس‌جمهور این جمهوری، اصلان جریموف بود که در ۵ ژانویه ۱۹۹۲ انتخاب شد.
روابط میان آدیغه‌ها و روس‌های مقیم این جمهوری در حال حاضر خوب توصیف می‌شود. روس‌ها دوسوم جمعیت آدیغیه را تشکیل می‌دهند. رئیس کنونی جمهوری آدیغیه، مراد کومپیلوف است.

## جغرافیا و اقلیم
آدیغیه، جمهوری‌ای در جنوب غربی روسیه است که از رود کوبان تا دامنه‌های کوه‌های قفقاز امتداد دارد. این منطقه در سال ۱۹۲۲ به‌عنوان یک استان (اُبلاست) برای مردم آدیغه، یکی از دو شاخه اصلی چرکس‌ها، تأسیس شد. آدیغه‌ها حدود یک‌پنجم از جمعیت این جمهوری را تشکیل می‌دهند.
بخش جنوبی آدیغیه که در دامنه‌های کوهستانی قرار دارد، پوشیده از جنگل‌های برگ‌ریز است، در حالی که سایر بخش‌ها را دشت‌های موج‌دار با خاک حاصلخیز تشکیل می‌دهند که تقریباً به‌طور کامل برای کشاورزی استفاده می‌شود. محصولات کشاورزی اصلی شامل ذرت، گندم، آفتابگردان، شاهدانه، تنباکو، خربزه، سیب‌زمینی و انواع سبزیجات است. یکی از محصولات ویژه این منطقه، گل‌هایی مانند رز کریمه و اسطوخودوس است که برای تولید اسانس پرورش داده می‌شوند.
مساحت آدیغیه ۷۶۰۰ کیلومتر مربع (۲۹۰۰ مایل مربع) است و جمعیت آن در سال ۲۰۰۸ حدود ۴۴۱٬۱۷۶ نفر برآورد شده است.
جمهوری آدیغیه در شمال غربی قفقاز و در کرانه چپ رودهای کوبان و لابا واقع شده است. بخش شمالی آن دشتی و بخش جنوبی در دامنه‌های کوه‌های قفقاز بزرگ قرار دارد. این جمهوری کاملاً درون سرزمین کراسنودار محصور بوده و با دیگر مناطق روسیه مرزی ندارد.
آب‌وهوای آدیغیه گرم و مرطوب است و تحت تأثیر نزدیکی به دریای سیاه و توزیع کوهستانی قرار دارد. میانگین دمای ژانویه ۱٫۶ درجه سانتی‌گراد و میانگین دمای ژوئیه ۲۳٫۶ درجه است. زمستان‌ها کوتاه و با برف کم همراه است. آدیغیه دارای مناطق طبیعی حفاظت‌شده‌ای از جمله شاخه مایکوپ ذخیره‌گاه طبیعی دولتی قفقاز، دو پناهگاه گیاه‌شناسی، پارک طبیعی کوهستانی آدیغیه و ۱۵ اثر طبیعی منطقه‌ای است. مناطق کوهستانی این جمهوری در فهرست میراث طبیعی جهانی یونسکو در بخش قفقاز غربی ثبت شده‌اند که حدود ۱۴٪ از مساحت جمهوری را شامل می‌شود.

## اقتصاد و منابع طبیعی
در دشت‌های سیلابی اطراف رود کوبان، حدود ۸۰۰۰ هکتار زمین باتلاقی به زمین‌های کشاورزی برای کاشت محصولات بازار تبدیل شده است. صنایع آدیغیه عمدتاً به فرآوری محصولات کشاورزی اختصاص دارد، اما در نزدیکی مایکوپ، مرکز اداری جمهوری، منابع نفت و گاز طبیعی نیز استخراج می‌شود. در جنوب جمهوری، جنگل‌داری نیز انجام می‌شود.
آدیغیه دارای اقتصادی ترکیبی با بخش‌های صنعتی و کشاورزی است. صنعت بیش از ۱۵٪ از تولید ناخالص داخلی منطقه را تشکیل می‌دهد و شامل تولید مواد غذایی، ماشین‌سازی، فرآوری فلزات، صنایع نساجی، چوب، کاغذ و خمیر کاغذ است. بیشتر کارخانه‌ها از مواد خام محلی استفاده می‌کنند. تأمین انرژی از طریق نیروگاه‌های حرارتی و آبی انجام می‌شود و بیش از ۸۰٪ منطقه تحت پوشش شبکه گازرسانی قرار دارد.
در بخش استخراج، منابعی مانند گچ، سنگ آهک، گلائوکونیت، باریت، دولومیت و آب‌های معدنی بهره‌برداری می‌شود. کشاورزی حدود ۱۲٪ از تولید ناخالص داخلی را تشکیل داده و شامل تولید غلات، حبوبات، چغندر قند، آفتابگردان، سویا، سبزیجات و صیفی‌جات است. دامپروری، پرورش گوسفند، اسب و ماکیان و همچنین زنبورداری از دیگر بخش‌های مهم اقتصادی هستند. در سال‌های اخیر، باغداری نیز توسعه یافته است.
شرایط طبیعی و اقلیمی منحصربه‌فرد آدیغیه، زمینه‌ساز رشد صنعت گردشگری شده که به یکی از بخش‌های مهم توسعه اقتصادی منطقه تبدیل شده است. در تجارت خارجی، این جمهوری با آبخاز، بلاروس، قزاقستان، اسرائیل و چین همکاری دارد.

## فرهنگ و گردشگری
آدیغیه یکی از مراکز فرهنگی و گردشگری قفقاز شمالی است و دارای جاذبه‌های طبیعی، فرهنگی و تاریخی است. بیش از ۴۰۰ اثر فرهنگی در این جمهوری وجود دارد که ۹ مورد آن دارای اهمیت فدرال است. مهم‌ترین موزه منطقه، موزه ملی جمهوری آدیغیه است که مجموعه‌هایی باستان‌شناسی، قوم‌نگاری و طبیعی از دوره‌های تاریخی مختلف را دربردارد. صومعه سنت میخائیل آتوس نیز یکی از مراکز معنوی برجسته برای مسیحیان ارتدکس محسوب می‌شود.
از جمله جاذبه‌های طبیعی این جمهوری می‌توان به فلات لاگو-ناکی در ارتفاع ۱۶۰۰ متری با غارهای معروفی مانند «بلشایا آزیشسکایا» و «داخوسکایا»، میزسنگ خادژوخ در منطقه کوهستانی گوزریپل، دره گوآم، صخره بزرگ «کازاچی کامن»، آبشارهای رودخانه روفابگو، غارهای کارستی «کامنوویه موره»، رشته‌کوه‌های فیشت-اوشتن و پارک طبیعی «بلشوی تخاچ» اشاره کرد.